# U okruženju II (1999.)
U okruženju II, hrvatski dugometražni film iz 1999. godine.